# デモナータ
『デモナータ』（Demonata）は、ダレン・シャン著の子供向けダーク・ファンタジー小説。

## あらすじ

### デモナータ1幕　ロードロス（原題：Lord Loss）
主人公グルービッチ・グレイディ（グラブス）は、チェス好きの両親と姉をもち、かっこよく見せるために煙草を吸うどこにでもいるような平凡少年である。
ところがある日、魔将ロード・ロスによって家族が殺されてしまう。その際、ロード・ロスに仕える悪魔、ベインとアーテリーに追われたグラブスは、初めて魔術の力に目覚め犬用の出入り口から逃げ助かる。悲惨な形で家族を失い精神に深い傷を負ったグラブスは精神病院へ入院後に叔父のダービッシュの指導により回復し、彼の家に引き取られる。そこでビル・E･スプリーン（ビリー）という少年と出会ったことをきっかけに、自身の家系にまつわる事実と、ロード･ロスの正体を知ることになる。
グレイディ一族には、時として狼人間が生まれる。それに規則性はなく、はっきりわかっているのは、10代の内に発病する事と、発病した狼人間を元に戻せるのは（魔将）のロード・ロスだけという事である。狼人間を元に戻すためには、2人1組になって、ロード･ロスとのある戦いに勝たなくてはならない。それは、1人はロードロスとチェスを5つ同時進行で進め、3つを勝ち取らなければならず、もう1人はロードロスの手下と戦いパートナーに攻撃させないようにするというものだった。ロードロスの手下にパートナーがやられてしまえば、手下はチェスをやっている者を攻撃してもよい。つまり、手下との戦いに1人が闘っているうちに、もう1人がチェス5つを同時進行ですすめ、3つ勝ち取らなければならない。たとえ勝ったとしても、狼人間と手下と戦った人は助かりもとの世界へ戻れるが、チェスを行なった者はデモナータへ行き、ロード・ロスと戦って勝たなければその者はかえってこられない。実は、グラブスの姉グレットはこの人狼病を発病し、両親はロード･ロスとの戦いに負けたため、命を奪われたのだった。そして、ビルEもまた、人狼病を発病してしまう。彼は、グラブスの異母兄弟だったのだ。
ビルEを助けるため、ダービッシュはグラブスをパートナーに、ロード･ロスに戦いを挑む。

### デモナータ2幕　悪魔の盗人（原題：Demon Thief）
主人公コーネリアス･フレック（カーネル）は不思議な光が見える少年で、周囲から「頭のいかれた変人」と敬遠されている。
ある夜、光を弄んでいるうちに思いがけず"まど"ができあがり、不思議な声に導かれるまま足を踏み入れ、行方不明になってしまう。数日後、その間の記憶を無くしながらも、いつのまにか一緒になった弟のアートと共に戻ってくるが、一家は、より安心できる環境を求め、田舎の村へ引っ越すことになる。
平穏な日々が1年ほど続いた後、再び"まど"がひらき、アートが魔物に連れ去られてしまう。後を追って"まど"に飛び込むと、そこには世界を破壊するという伝説の武器カーガッシュと、その手がかり悪魔の盗人と思われる魔物･カダバーを追う魔術師･ベラナバスと魔術使いたち（魔術同盟）がおり、そこがデモナータだと教えられる。カダバーにアートを連れ去られたカーネルは、魔術同盟に迎え入れられ戦いに参加するが、"まど"を作る能力には目覚めるものの力が及ばず、魔術同盟のナディアと共に仲間を見捨てて人間界へ逃げ帰る。
罪悪感にさいなまれるカーネルは、これを同盟から抜ける好機と考えるナディアと別れさまようが、点滅する光に導かれた先で、魔術同盟のメンバー・シャークと若いダービッシュに出会い、再度デモナータの元へ行き、ベラナバスたちと再会する。ナディアを連れ戻しカダバーを追って、ロードロスの城に行き着き、本当の悪魔の盗人が誰なのかを知り、アートを取り返せないまま人間界へと帰ることになる。
両親のもとで新しい生活を送るカーネルだったが、その生活は思い描いたような幸せなものではなかった。後に自分の本当の運命に気付き、再び両親のもとを離れるのだった。

### デモナータ3幕　スローター（原題：Slawter）
主人公グラブスは、デモナータから帰ってきたダービッシュの異常行動に頭を抱えていた。そんななか、彼らとビルEは、映画プロデューサーのダビーダ・ヘイムらに映画作成の協力を依頼され、撮影現場へ向かい、エメットという少年と知り合う。しかし、そのエメットが突然、姿をくらました。グラブスは不審に思い、調査するがどうもしっくりしない。そんなとき、子役俳優の双子のうち、1人がいなくなった。
そしてグラブス達は進入を許されていないD工房へ足を踏み入れる。
そこでグラブスは、映画作成者の一部の人達が悪魔と手を結んでいたことを知る。

### デモナータ4幕　ベック（原題：Bec）
主人公ベックは、5世紀のアイルランドに住む、自分が生まれた時から完璧な記憶力を持った少女。生みの母はベックに名をつける前に死に、近くにいた部族マッコン族の老戦士ゴールに拾われた。そしてこの子をどうするか論議をし、バンバという女魔術師（プリーステス）が、ベックから魔力を感じ、弟子にする事にした。
ベックは成長し平穏な日々を過ごしていたが、悪魔が襲ってくるようになった。マッコン族はこの悪魔のフォモール族と毎晩戦い、ベックは負傷者の手当てをする日が続いた。
ある日異常に足が速く、頭のふれた少年ブランがきて、わけの分からないことを言って少年の部族のある方角へ連れて行きたがるので、老戦士ゴール、長の子コンラー、ふたごの戦士、ローナンとローカン、鍛冶屋フィークナー、他部族の女戦士オルナーとベックとで少年の部族へ命がけの旅に出た。
この作品は他の作品とは違いクライマックスで終わるなど、シリーズ中でも異色を放つ作品である。

### デモナータ5幕　血の呪い（原題：Blood Beast）
スローター事件から数ヶ月、グラブスことグルービッチ・グレイディは自分が狼人間に変身するという悪夢にうなされていた。そして魔力をもてあまし、水の流れを逆にしたり自分を宙に浮かしたり出来るようになり、グラブスは精神的に不安定になっていた。そんな時、家でパーティーを開くことになり、有頂天になるが、そこでの瓶回しの最中瓶を回転・浮遊・破壊し、その破片を蝶や花などに変えてしまうなどの魔力を見せてしまう（ビルE以外には手品だと思われた）。そして、とうとうとんでもない事態が発生する。
その夜からグラブスに狼人間の兆しが…。そしてジューニー・スワンが…。

### デモナータ6幕　悪魔の黙示録（原題：Demon Apocalypse）
この話は5幕のすぐ直後の話から始まる。地獄と化した地上数千メートルの上空でロードロスに追い詰められたグラブス。しかしそこになぞの浮浪者があらわれ、グラブスの窮地を救う。そして浮浪者の隠れ家の洞窟に行き、グラブスが他の者とはちがうが、魔術師であることにかわりないことや、自分の正体が魔術師のベラナバスであると明かし、そこでグラブスはカーネルと出会う。洞窟でベラナバスは、グラブスに起きたことやジューニーのことをすぐにではないが、ダービッシュに必ず伝えることを約束する。そして向かった先の世界で怖くなったグラブスは逃げ出す。その後2,3週間洞窟で過ごし、カーネルとベラナバスが戻って来る。その後、5幕で聞いた少女の警告らしき声や、洞窟にやって来たシャーミラにより、人間界に大変なことが起きていることを知る。

### デモナータ7幕　死の影　（原題：Death's Shadow）
今回の主人公はベック・マッコン（マグリゴール）。ビルEの記憶を借りて、普段の生活にだいぶなじめるようになったが、ベックは新たな悩みをかかえていた。それは、ダービッシュとの関係だった。ベックがビルEの考えていることが全てわかる、と明かすと、ダービッシュはベックをビルEの気持ちをしゃべる人間、としか判断しなくなった。それを助けてくれたのが、ダービッシュの親友、ミーラだった。ミーラに言われ、ダービッシュと話し合うベック。
その他にも、新しい能力に頭をかかえるベック。
突然、ダービッシュを襲った危機。
昔ながらの友の死―――――…。
新たな敵の正体を、ベックが暴く。

### デモナータ8幕　狼島（原題：Wolf Island）
主人公のグラブスは、ベラナバス、カーネルと共に〈シャドー〉の情報を集めにデモナータに来ている。デモナータに来てからしばらく経ったある時、シャークとミーラがベック達のピンチを知らせにやってきた。ベック達のピンチを救うとベラナバス達とは別行動をとる。ベラナバス達は〈シャドー〉の真実を探り、グラブス、シャーク、ミーラ達は、ダービッシュおじさん邸を襲った狼人間と狙撃者の真実を探りに、プレイ・アティームを追う。
しかし、プレイ・アティームを追ううち、罠にはまってしまう。
その上、グラブスにも異変が起きてしまいーー。
そして、驚きの未来をジューニーは口にする―――――――。

### デモナータ9幕　暗黒のよび声（原題：Dark Calling）
9幕の主人公はカーネル（コーネリアス）になる。物語はカーネルが目を失った所から始まる。ベックの目の前で爆発したと思われたカーネルは『精霊』と呼ばれる存在に導かれ、人間界やデモナータを離れ、[アトランティス]という居住可能の惑星などを渡りながら、宇宙の起源や、元々の『宇宙』はチェス盤のように黒32面白32面でできていたこと、カーガッシュ（後述）の正体を知る。この9幕は最終巻の10幕に必要な伏線が張られている場面がある。
この作品では、2幕にのみ登場したアートやラズといったキャラクターも数名登場する。

### デモナータ10幕　地獄の英雄たち（原題：Hell's Heroes）
10幕の主人公はグラブス。グラブスは毎晩のように空想とは思えないリアルな悪夢にうなされていた。悪魔たちの人間への攻撃も日に日に強まっていき、死者が増えていくなど戦局は悪くなる一方。もう人類に勝ち目はないのだろうか――――
しかし、グラブス達を待っていたのは意外な結末だった。

## 主な登場人物

### 主人公たち
グラブス・グレイディ (Grubbs Grady (Grubitsch Grady))
カーガッシュの『引き金』。3人の力を操る。本名 グルービッチ・グレイディ。背が高く赤毛で自分の名前を嫌悪しているが、性格は普通の少年。
一巻ではロード・ロスに家族を虐殺され、魔力が発動したのを機に無自覚にも取得し、PTSD患者になった。殺された家族などの消えない悪夢を見るようになる。その後、親の代わりである叔父のダービッシュに引き取られ共に暮すことになる。

カーネル・フレック　(Kernel=Fleck(Cornelius=Fleck))
カーガッシュの『目』。無毛症で光の欠片が見えるため、変人とされて生きてきた。唯一、光のかけらを操って素早く「まど」をつくることができる。本名 コーネリアス・フレック。少し変わっていながらも、平穏に生きて来たが、悪魔と関係した後に冷めた性格となる。
悪魔の攻撃で目を喪失し、その後、デモナータで目を作ったが、魔界などの魔力に満ちた場所でなければ長く保てない。3人の中では唯一の魔術使い。
ベック・マッコン（マグリゴール）(Bec MacConn)
カーガッシュの『記憶』。背が低く縮れた濃厚な赤髪。完全記憶能力を持ち、後に触れた対象の記憶を吸収する能力も覚醒する。
もともとは5世紀のアイルランドで生まれその時代で一生を終えた。このとき死んだ魂がそのまま閉じ込められ、約千年経った現代で、生贄として殺されたビルEの体に魂が入り込み生き返った。その為、ビルEの記憶がある。女の魔術師（惑星の全てに眠ってある力を代えた魔力に使う未熟練のプリーステス）。
7章では、ダービッシュ邸に住むが、彼からビルEがどこでどう何を感じていたかなどを延々と聞かれていた。(霊媒の様な感覚で)カーシェリーベールではレベッカ・キンガという偽名を使い、グラブスの親戚であると名乗っていた。その際、レニーと出会っている。

### グレイディ一族
ビルE・スプリーン (Bill-E Spleen (Billy Spleen)
本名、ビリー・スプリーン。グラブスの異母兄弟。事実を知るまでダービッシュが実父、グラブスと亡くなったグレットをいとこだと思っていた。母親エミリーから譲り受けた黒髪 黒目に、幼き頃から彼をからかった子に殴られて開くこともできず痙攣し続けて治らない左目とポッチャリ体型のイジメられっ子だが、グラブスはいじめられている弟を見て見ぬフリをしてしまった。
以前は母親と母方の祖父母に育てられるが、物語の開始前に母親が亡くなり、以降、カーシェリーベール村一番の嫌われ者の祖父母が親代わりしてくれる。グラブスとダービッシュに事実を隠されても、時折、行動を共にしていた。第一幕内で、2、3ヶ月前に人狼病を発症したが、独特なルールの賭けチェスの試合に負けたロード・ロスにキスの治療をされたことがきっかけに、「子羊」に狙われて誘拐されたことがある。ビルE本人はダービッシュが人狼病に疾患しているにも関わらず長生きしていることを怪しんでいたが、事実ダービッシュは人狼病を疾患していない人間である。ビルE自身が治療される前に、母方の祖父母以外に親代わりしてくれるダービッシュやミーラが人狼病シーズンを迎えた時期に看病してもらい、風邪を引くなどの副作用を薄々実感しても、人狼病を疾患していたことには無自覚だった。母親が亡くなった時に、ダービッシュから本グレイディ家邸宅に遊びに来るよう誘われて、自宅以外の居心地を手に入れ、一族の者の伝説や生き様から得た隠れた財宝を邸宅敷地内に探索と冒険で知り尽くし、グレイディ本家邸宅と昔から続く一族にまつわる忌ま忌ましくおぞましき人狼病に疾患して亡くなった若者たちの生き様を知り、一族の若者たちの名前を暗記する。
ダビーダ・ヘイム女史による映画企画から映画の血生臭いドタバタな事件の縁で知り合ったジューニーの策略により、ジューニーとは無関係な祖父母の命を奪われ、ビルEの母方の血縁関係者が一人もいなくなった状態となり彼は天涯孤独となった。
人間界とデモナータとのトンネルを閉じるために、自分の命が鍵となっていると知らない間にグラブスに殺され、グラブスやダービッシュに見守られて死亡。死亡後も、ベラナバスがベックを甦らせる為に移植 (医療)をして宿主となる。
グレット・グレイディ
グラブスの2～3歳離れた赤毛の姉貴であり、グラブスが転入前に同じ学校に通学する生徒だった。グラブスと同じ、実名を嫌う主義。背は平均的な普通の少女で、背の高いグラブスと共に学校などからデコボコ姉弟とも呼ばれ、互いもそうして罵っている。グラブスとは時折、仲が悪い。ビルEは彼女を知っているが事実を知るまで従姉だと思い込んでいた。亡くなった彼女からすればビルEの異母姉にあたる。弟のグラブスに狙われて陰湿で悲惨なイタズラ事件の被害者となる。一族やビルEと同じ人狼病を発症し狼女になりかけてから、グラブスを残した両親と共に彼女の治療のために危険な賭けをするが、ロード・ロスとお気に入りの手下2匹により絶命する。たまにグラブスの悪夢でたびたびに出現したりもする。
グレットとグラブスの両親（ビルEの実父）
2人とも赤毛。母はグイレディ一族とは無関係な家系の女性。ガミガミ妻の尻に敷かれて黙りこむ父は、ダービッシュの兄。家族に隠して出勤先の沢山の女性と言い装って関係をもち不倫をしている。なかにはビルEのように子供を産んだ女性（エミリー・スプリーン）もいて、彼女がビルEを出産したことにより、不貞の息子をグラブスとグレットがいる自分の家族のもとで暮らして引き取ろうとしたが、母方の祖父母に反対された上に起訴される脅しに負けて、ビルEをカーシェリーベール村に残す。
娘のグレットが人狼病を発症したことにより、グラブスを他の人に預けてからロード・ロスに勝負を挑み、敗北してえ娘共々無惨に死亡。家に駆けつけたグラブスは悪魔に襲われるも魔力を発動して助かったが、警察からの事情聴取が日常化したことで精神をきたしPTSDを発症し精神病院送りにされて、息子のグラブスをリーダーシップを発揮しながら魔術師とカーガッシュとして悪魔と人狼病と戦う運命に背負わせた原因の切っ掛けを作ってしまったことになる。
プレイ・アティーム (Prae Athim)
グレイディ一族専門の殺し屋「子羊」のメンバー。黒髪の長い女性。自身の子供も狼人間だが、始末はしていない。
バーソロミュー・ガラデックス (Bartholomew Garadex)
一族の中でもっとも偉大な魔術師。ロードロスにチェスで勝つことで人狼病を治せる事を発見し、大勢のグレイディ一族の呪いを解いた。ロードロスと戦っている間に寿命で死ぬ。またチェスのスペシャリスト。　　　　

### 魔術師・魔術使い
ダービッシュ・グレイディ (Dervish Grady)
よくジョークを言うグラブスやビリーの叔父。グラブスやビリーの父親のようであり、友人のような存在。勇敢に悪魔と戦闘し、死亡。青い瞳にグラブスとグラブスの家族と同じ赤毛で、頭部がハゲている。
昔から続く狼人病に苦しむグレイディ一族の若者と家族に同情し、不倫相手側に子供が出来て至るほどの連続不倫を到り尽くせりに好む兄であるグラブスの父とは違い、自分の子孫を大事に狼人病の苦悩地獄へ突き落とさないよう第一に子孫を残さないことを決意する。今現在、独身生活をしながら朝方ランニングで独走するのが趣味。邸宅敷地を手入れで世話したり、母親が亡くしたグレイディ家邸宅の財産を慈善事業に寄付したり、母親を亡くしたビリー（ビルE）を邸宅敷地に遊びに来るよう誘い掛けて引き取り、人狼病を発症したビリー（ビルE）の看病して危険の承知のうえで面倒を見たり、ビリー（ビルE）の強請りで最新型のテレビとゲーム機器を買ってリビングに設置したことがある。
若い頃は、学校ではチェスに強いお金持ちの子としてモテはやされ、グレイディ家に関わった魔術同盟に志願し、赤毛だったのを紫色の髪に染めてパンクファッションを身を包んで好むヤンチャな10代だった。兄の結婚式にて魔術同盟の関係を切れと兄や家族から説得されていた。
先祖代々続く人狼病の治療を賭けた独特なルールのチェスに負けたロード・ロスが狼人間のビルEを接吻し、元の人間の姿に変えて二度と狼人間にならない治療して完治させたことに勝ったグラブスをルールに従ってデモナータへ連れて行かれるはずが、グラブスに嫌気をさしたロード・ロスに指名され、魂をロード・ロスと手下共々に預けてからデモナータへ連れて行かれた後に魔術同盟の任務の光景とは違い、世界中のあらゆる拷問方法より画期的で奇抜、認識されていない、残虐無道に極まりない、独特で特殊な拷問道具を用いた拷問方法で長期的に被験され精神崩壊し、ロード・ロスを「ご主人様」呼ばわりした。蘇った時に人間界に残ったグラブスらに世話された燃え尽き症候群のようなもの抜けの殻状態の体に戻り復活し、寝ているグラブスを赤ペンキと貯めていた鹿の毛まみれにするイタズラで驚かせ、なだれるフリをしたまま笑い合いながら再会を果す。しかし、拷問により受けた心の傷とトラウマの影響が異常行動を引き起こし、グラブスはいつかロード・ロスに仕えて裏切るのではと悩みの種となる。
ベラナバス (Beranabus)
魔術同盟設立者。「死」と戦うために悪魔の力を開放して死ぬ。小さな頃は、ブランと呼ばれていた。悪魔と人間のハーフで並外れた力を誇り、1000年ほど生きた。黒髪灰眼で髭を蓄えている。お気に入りの場所で産みの母親を思い出して癒しに吹けたり、憎かった実の放蕩父親を探し出しては殺害した後から貶している。彼から世話されて裏切ったナディアを、過去に両親から誘拐し、デモナータの戦いと神器カーガッシュの捜索の連続という地獄へ突き落としたことを、自らの運命を知り家出したカーネルの前にお気に入りの場所 にくつろいで吐露し、悔やんでいる。
ミーラ・フレーム (Meela Flame)
ダービッシュの友人。酒にとても強いうえに二日酔いしない。美女であるためもあり、グラブスたちが密かに心をよせている。 ナディア（ジューニー）を道連れにして死ぬ。
シャーク (Shark)
魔術同盟の一員。軍服を着ていて、手にサメの刺青がある。
ナディア・ムーア (Nadia Moore)
短い金髪の20代くらいの眼鏡を掛けた女性。ニキビ痕があり、爪を噛む癖で小指以外はみんな汚い。1917年～1918年の6月頃生まれ、1920年代の終わり頃、12歳～13歳の時、両親と生まれてからずっとサーカスに自らの忌ま忌ましい能力で渋々と楽しく働いていた。誕生日が過ぎた1、2週間後の夜に寝ている彼女の能力を見込んだベラナバスに狙われ誘拐された挙げ句の果てに本人の意思を無視して、姿形を問わない沢山の悪魔が棲む残酷非道なデモナータと人間界の交互に宇宙全体を繰り広げて、ベラナバスに脅され神器のカーガッシュ捜索の冒険に、家族と仲間と関わった者の別れと死を受け入れながら嫌々巻き込まれた過去を持つ。ベラナバスたちからいざこざの戦闘中にバラバラと散らばって裏切りながら、カーネルを利用してカーネルと共に逃亡し、人間界に戻って弟を取り戻そうとしたカーネルを啀み合って置き去りし、新たな環境地でやり直したかった自分の特殊能力を使って儲けようと人生に謳歌しようと思われていたが、なぜかデモナータに残って、硫黄の臭いが噴出しないマグマ に落とされ別の場所から新たな仲間2人を連れて経由しデモナータに戻って来たカーネルを助けては、ベラナバスへの無念が消されなくってロード・ロスと手を組んで手下になっていた。父から「みにくいアヒルの子」で教えてくれた白鳥の優雅さが好きだった。グレイディ家の遠い親戚で、人狼病を疾患していないが特殊能力を持つ運が良い人間、くじ運の悪い悲劇のヒロイン。予知能力を持つ。女悪魔のジューニー・スワンとして死ぬ。
シャーミラ・ムーカジ (Sharmila Mukherji)
サリーを着たインド人の女性。50代くらい。バリア破壊の為の、爆薬の役割を果たして死ぬ。
キリリー・コバックス (Kirilli Kovacs)
魔術同盟の一員。手品師で一流のスパイだが、臆病者。
ラズ・ワーロウ (Raz Warlo)
第2幕登場した裕福なビジネスマン風の黒人。ベラナバスを「導師」と呼んでいる。カーネルたちにとって優しそうに頼れる存在だったが、悪魔の大群に襲われて死亡。
ドラスト (Drust)
ブランの部族のもとで出会ったドルイド（男性の魔術師、プリーステス〈女性の魔術師〉とは違って、惑星以外の星たちの力を魔力に代えて最大限に扱えることを誇る）。双子の弟ブルードがきっかけでできてしまったデモナータに通じるトンネルを閉じるために旅をしている。ベックをプリーステスと見抜き、ドルイドの魔術を教える。また、ドルイドが代々受け継いできた人類初のチェス板を持っている。ベックの手によって殺されることで、生贄として死ぬ。

### 5世紀のアイルランド
ゴール (Goll)
ベックを荒野で拾った元マッコン族の長で、片目を失った気さくな男。
ローナン、ローカン (Ronan, Lorcan)
マッコン族最強といわれる、赤毛の双子の戦士。悪魔に弟を殺されて以来一匹でも多くの悪魔を殺すことにとりつかれている。
コンラー (Connla)
マッコン族長コンの息子。美少年だがナルシストな傾向がある。ゴールとは度々もめている。長の息子であるがため、自分が次の長だと確信している。後にベックたちを裏切り、悪魔に殺される。
コン
マッコン族の長で、自分の息子コンラーとゴールの関係をあまりよく思っていない。
フィークナー (Fiachna)
ベックが密かに思いを寄せているやせた鍛冶屋の職人。悪魔に噛まれた傷がもとで死ぬ。
オルナー･マッカダン
マッコン族の砦に逃げてきた、マッカダン族の女戦士。しかばねと化した自分の子供達に体を食いちぎられて死ぬ。
ブラン(ベラナバス)
嫉妬した魔女の姑の命令一下で、古の悪魔に凌辱された姫君だった母と母を食い殺して仲良かった育ての親のミノタウロスをたちの悪い英雄に殺されて失ってしまい、デモナータに悪魔と生活しながら迷い込んだベラナバスが初めて人間界に戻った時に、発話の悪かったベラナバスの名前が短く聞こえたための名前である。5世紀のアイルランドにて、ある男と共にマッコン族の村にやって来たため、彼の故郷を探索するように依頼されたベック一行の運命を狂わせ命までも奪った張本人。本名は上記の登場人物のベラナバスで名付け親がミノタウロスだった。
魔力の高い他の女性魔法使いの誰よりも魔力の低い献身的なベックに特別視して恋心を抱いている。
その後、悪魔の魔の手から、魔力を振り絞ったベックに洞窟の外に追い出して助けられて、逆に洞窟に閉じ込められ悪魔に殺されたベックの事情を知らずに待っていたが、彼の知能の低い言葉と思いを理解の出来る少数の精霊らと交流して知識と技量を上げ、ベックの死を知りながらの彼がベラナバスだと知った復活後のベックもベラナバスの記憶とその思いに受け入れる。

### 悪魔
ロード・ロス (Lord Loss)
1幕から最初に登場したデモナータの魔将。人を殺すことよりも、人の悲しみを取り込むことを好み、クモの糸によってできた城に住む。悲しそうな人相と、白目辺りは黒で深紅の瞳、紙のような長く伸ばせる腕、毛がない頭と上半身が鼻の無い人間で下半身はない。飛び出す血の皸だらけのピンク色の肌をしている。また、数千年もの間カーガッシュの「記憶」を所持していたがベックに奪われる。グレイディ一族、グラブスやベラナバスと因縁がある。なぜか人間界にまどを通して侵入できる。
ジューニー・スワン (Juni Swan)
白鳥の悪魔。実の正体は、サーカスで働いた幼い頃、ベラナバスに誘拐され77～78年間も自分の予知能力を奴隷のようにこき使われ、仲間の別れや死、冷酷無慙な悪魔と戦わせた報いと恨み憎しみ混じりの復讐に企んで目論み、ロード・ロスの手下となった「ナディア・ムーア」だった。由来はカーネルに語りかけたナディアが自分の誕生月（6月＝June）と父に教えた「みにくいアヒルの子」の白鳥(Swan)の例を上げたと思われる。
人間態では、ピンク色の瞳に白髪というアルビノの風貌をした40代の女性。女性映画監督のダビーダ・ヘイムの映画製作作成の野望に協力し、マネージャーとなりすまして監督の彼女と共にグレイディ邸宅に訪問し、監督から招待され本当の事情を知らないグラブスとビルEとダービッシュとその他の映画関係者を、映画の小道具のフリをした悪魔たちが誘う血生臭い地獄へ突き落とす。一方で彼女は映画製作と悪魔との関係に気づいたグラブスの推測と魔力が使えて行動するようになるに従って状況を鵜呑みするバカ女のフリをした。悲惨な事件解決後のグラブスたちにショックのあまりに直接別れを告げず、別れの置手紙を残して行方を眩ますが、グラブスの学校カウンセラーのウィリアムス・モーチの職を奪って追い出し、グラブスのカウンセラーと学校カウンセラーとして、再会したグラブスらに近づき、グラブスや独身者で魔術同盟の仲間だったダービッシュに恋心を抱かせる。
人狼病を発症し苦悩苦悶するグラブスを利用して、ジューニーに心寄せていた無為自然のグラブスをビルEらが住んでいる実家に連れ込み、偽装工作で、人間に戻って大切なものと人徳的倫理観を失ったグラブスの心をドン底に突き落させる材料として、グラブスが惨殺させた様に見せ掛けてビルEとビルEの母方の祖父母を惨殺する計画を練った。しかし、気絶したビルEと祖父母の死体に味方したグラブスに倒されて仕舞いには怪我を負い、人間に戻ったグラブスは変わり果てた亡き骸の祖父母と、気絶前後の以外にその一部始終の光景に青ざめたビルEが掛け声する姿と、血塗れのボロボロ状態だった彼女の姿を見て怖気ついてしまい、ダービッシュやビルEたちがいるカーシェリーベール村を残して、ジューニーと空港に辿り着き旅客機に乗り込んで、新天地を目指すように逃亡する。
アーテリー (Artery)
ロード・ロスの手下。緑色の肌で、両手に口があり、目には炎がゆらめいている。頭が異様に大きい。その頭を常にゴキブリ、シラミ、ヒルのいずれかが覆っている。
ベイン (Vein)
ロードロスの手下。ワニの頭、犬の体、女性の手を持つ。アーテリーの兄弟。
カダバー (Cadaver)
デモナータから来た悪魔。カーネルの弟、アートをさらう。顔は人間と犬の中間で、腕は4本ある。
カリン (Kallin)
巨大な蛆虫に強力な顎が合わさった生物。集団で襲い来る。
巨大な悪魔 (Huge Demons)
デモナータを飛ぶ巨大な悪魔を指す。星ぐらいの大きさがあり、常に虐げる相手を探している。体内に小さな悪魔（といっても標準サイズ）がたくさんいる
マリス (Malice)
ロード・ロスの手下の悪魔。たくさん足がある。
スパイン (Spine)
アーテリーと同じくロードロスの手下で、巨大なサソリの形をしており、顔は人間に似ている。
フィーマー (Femur)
ロードロスの手下。ウサギの悪魔で、くちびるには酸性の液体の泡を垂らしている。
炎の悪魔
グラブスがベラナバスとカーネルと初めて一緒に行った世界。ひとつの悪魔そのものが限り無い時空世界の無限悪魔という独立した存在。世界の広さには限りが無く、宇宙より広く、大きさは完全に無限。だが、無限悪魔といっても、ベラナバスからすれば弱い部類らしい。ベラナバスとカーネルが倒した。
スリグスタタ (Sligstata)
カーネルが連れ去られた宇宙の別の惑星を支配していた悪魔の種類。馬に似ているが歯の代わりに爪が生えていて、口が2つある。

### 映画作成者
ダビーダ・ヘイム (Davida Haym)
有名なホラー映画プロデューサー。実は女性。よく聞く名前はダビッド・A・ヘイム (David A Haym)。スローター事件の黒幕。
エメット・イージット (Emmet Eijit)
映画の子役。よくセリフを間違えてしまう。
ノーラ・イージット (Nora Eijit)
エメットの母親。タンプに腹を立てている。
サリット・スミット (Salit Smit)
映画の主人公を演じる子役。グラブス達より少し年上。
ボウ・クーニアート (Bo Kooniart)
映画の子役。グラブス達と仲が悪い。最後は弟を助けるため、自らバリアの中に入っていく。後に、ロード・ロスの城にいると分かる。
エイブ・クーニアート (Abe Kooniart)
ボウの弟。子役ではないが、エメットの役を狙っている。
タンプ・クーニアート (Tump Kooniart)
ボウとエイブの父親。ダビーダでも口ごたえできないほどの権力の持ち主。
チューダ・スール (Chuda Sool)
映画のチーフ助監督。タンプと仲が良い。
バナリー・メトカーフ (Vanalee Metcalf)
映画の子役。大富豪の娘。グラブス達と仲が悪い。
クック・ケーン (Kuk Kane)
映画の子役。「不気味な霊能者のふたご」という役をやる。キックとは双子の兄弟。
キック・ケーン (Kik Kane)
映画の子役。「不気味な霊能者のふたご」という役をやる。クックとは双子の兄弟。
スパトラ・ジョーン (Supatra Jaun)
映画撮影の合間に勉強する為、グラブス達に勉強を教える先生。気が弱くエメットが罵っていても止められなかった。
チャイ (Chai)
役になりきるパントマイム芸人。話さない。

### シャークの手下
ティマス・ブラウス（Timas Brauss）
ハイテク好きのコンピューターマニア。高身長のグラブスの身長を10cmも超える大柄な体格の持ち主で、ヨーロッパ系などの言語を話せる国出身の外国人らしく、グラブスたちが話す英語圏とは異なり、片言の英語会話 できる初心者。故郷で、母親らしき人はおらず、悪魔崇拝に没頭する父親に自宅の地下に拉致された妹共々生贄にされそうで、呼び出された悪魔に父親と妹を失い、駆け付けたシャークに助け出された恩に感謝し、シャークの手下として行動するようになる。魔術は使えないが格闘技を使い、デモナータ内でも生き残れる力を持つ。
ピップ（Pip LeMat）
爆弾の使い手。
ジェームズ（James Farrier）

レオ（Leo DeSalle）

スペンサー（Spenser Holm）

テリー（Terry）

リアム（Liam）

ステファン（Stephen）

マリアン（Marian）

### その他
チャーリー・ロール (Charlie Rall)
グラブスの友達。
ロビー・マッカーシー
グラブスの友達。
メアリー・ヘイズ
グラブスの友達。
アート (Art)
カーネルの「弟」と呼ばれる黒髪の男の子。正体は魔法の自覚も意識の無いカーネルに人間の姿を変えられた低知能である悪魔のアーテリーだったり、知能が高い精霊の1人が変身した姿。
不幸なモーチ（ウィリアムス･モーチ）
ジューニーの前任のカウンセラーで、あだ名は、悲しそうな顔立ちから「不幸なモーチ」とグラブスの学校の生徒たちに呼称される。
〈シャドー〉 (Shadow)
暗黒色であり、蛸の様な姿の謎の存在。髭の様な触手に高熱を帯びている。その正体は「死」そのもの。
「死」が意識を持ったもので、無敵の存在であり「死」であるために、まず死ぬことがない。大勢の悪魔を率いて、グラブス達を倒そうとする。
カーガッシュ (Kah-Gash)
正体不明の強力な武器で、悪魔と精霊(2つとも、宇宙生命体)やカーガッシュを知る人間に狙われている。もとの宇宙を長い間保ったが、精霊と悪魔との争いによって引き起こされた歪みに耐えられなくなり、砕けてビッグバンを引き起こした。宇宙の中にバラバラに散らばっても、グラブスたちのいる宇宙などを創造したり、文明開化、魔力や魔法などを送り付け、このあらゆる宇宙にいる生物らに繁栄の営みをもたらした。バラバラになった一部の3つの欠片が生まれた赤子の順から、ベック、カーネル、グラブスに三人三様の能力を与える。一時期カーネルに話しかけたが、カーネルに拒絶され、以後、グラブスに語りかけたりする。

## 用語
デモナータ(英：The Demonata)
悪魔が住む別世界。様々な世界で構成されており、人間・悪魔を問わず「窓」または「トンネル」を開く事で行き来できる。人間界とは時間の流れ方が異なり、場所によっては時間が早く進んだり、ほぼ同じの時もあるが、大抵は人間界より時間の進みが遅い。力の強い悪魔（魔将）は世界を創ることも可能。ちなみに想像力の豊かな悪魔はユニークな世界を創ることもあるが、大抵の悪魔は人間界の神話をもとにした世界を創る。
魔力
人間界とデモナータの中に満ちている力で、これを利用して魔術を使う。
基本的には人間界には僅かな量しか魔力は無いが、まどや魔導石の周辺では一時的に強い魔力が広がる。
悪魔
常に人間界を憎み、滅ぼそうとしている生き物。形態はさまざまで、大抵は動物の特徴が入り交じったおぞましい姿をしている。人間界の武器では決して殺せず、魔術による攻撃でしかダメージを与えられない。魔力自体が生命力のようで、人間界ではデモナータとの窓(もしくはトンネル)が開いていなければ一部の例外を除き死に絶えてしまう。人間より殺戮衝動，が激しく、デモナータでは常に殺し合っていて、共食いもする。繁殖方法は一切不明だが、人間の女とつがう事は可能。
魔将(英：Demon Master)
強大な力を持つ悪魔。この物語ではロード・ロスが魔将であるが、ロード・ロスよりもはるかに強い魔将もたくさんいる。普通の魔将は「窓」の通り抜けはできない(ロード・ロスは例外)。
古の悪魔
かつて存在したチェス盤に似た『宇宙』の黒き領域に住んでいた悪魔。子孫を作る能力を持ち、現在デモナータに存在する悪魔とベラナバスのようなハーフも全て彼らの子孫である。人間界をカーガッシュによって破壊することでチェス盤世界の復活を目論んでいる。
精霊 (Old Creatures)
チェス盤のような『宇宙』で悪魔の住む『黒き領域』に隣接する『白き領域』に居住していた種族。チェス盤世界の崩壊後は人間界の種族を文明がある程度発展するまで悪魔の侵入から守ってきたため、悪魔達からは憎まれる一方でその強大な力には敬意を払われている。悪魔と違い子孫を作れないため、人間界にいる間に徐々にその数を減らしてきており、時の流れが存在しないチェス盤世界の復活を待望している。
カーガッシュ (Kah-Gash)
世界を破壊できるといわれている存在。今は三個の破片に分かれている。精霊によってその存在が悪魔や魔将に渡るのを阻止されていた。今はグラブス、ベック、カーネルの三人であり、グラブスが引き金（力をコントロールする）の破片、ベックが記憶（全ての事を記憶する）の破片、カーネルが目（『まど』の存在や精霊を光のかけらとして感知する）の破片となっている。
クラックス (Crux)
宇宙の中心。内部では精霊と宇宙誕生以前から存在している悪魔がそれぞれ白と黒のかけらに集まっている。
人間界
地球に住み着く人類が営んでいる。この物語の舞台の一つ。
人狼病
グレディ一族の二世帯から三世帯に10代前半～10代後半の若者が発症し、凶暴なウェアウルフ化する一族特定の遺伝性症候群。長く生きても20～30年で寿命を迎える。子羊や家族に殺されたり、暴走しながら生き、監禁され寿命をまっとうし死を待つ以外に道は無い。人狼病を完治できる唯一無二の存在は魔将のロード・ロスだけ。
子羊
聖書の子羊に由来し、グレイディ一族の特殊暗殺機構組織。人狼病を疾患する者の家族に依頼され人狼病患者に手を下す。